# Dynamine dyonis
Dynamine dyonis is een vlinder uit de familie Nymphalidae. De wetenschappelijke naam van de soort is voor het eerst geldig gepubliceerd in 1837 door Jacob Hübner.